# آرتور سارگسیان
آرتور سارگسیان (ارمنی: Արթուր Սարգսյան؛ زادهٔ ۱۱ مهٔ ۱۹۶۰) یک نقاش و هنرمند اهل ارمنستان است.

## زندگی‌نامه
وی در ۱۱ مهٔ ۱۹۶۰ در لنیناکان به دنیا آمد و از دانشگاه دولتی علوم پرورشی خاچاطور آبوویان ارمنستان (۱۹۸۹) فارغ‌التحصیل گشت. 

## نگارخانه

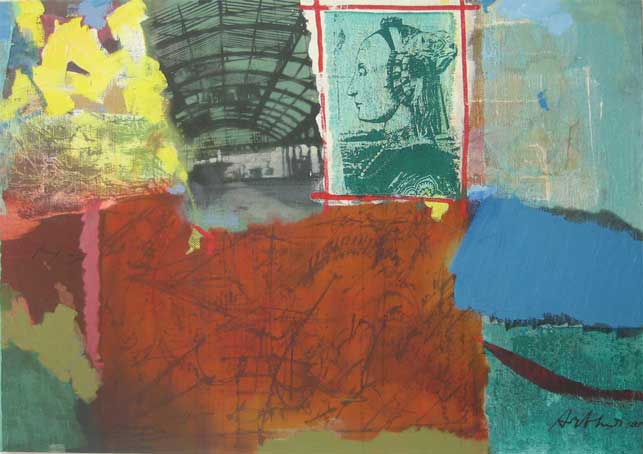
A Fabricated Page, 2006, oil on canvas, 70x90cm
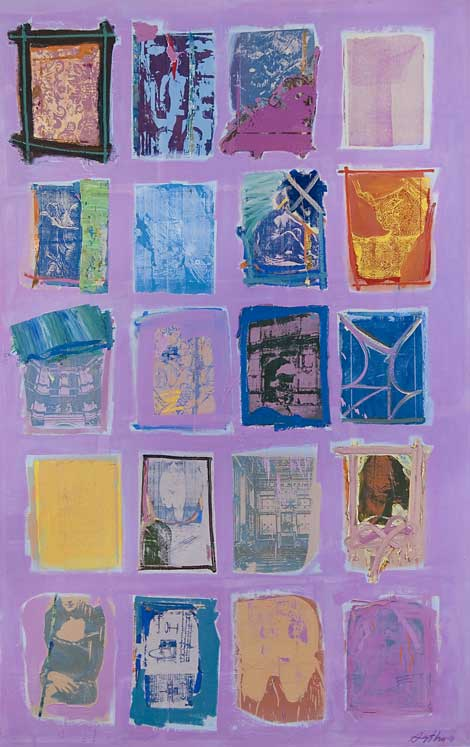
Twenty Color Pages, 2002, oil on canvas, 195x125cm.
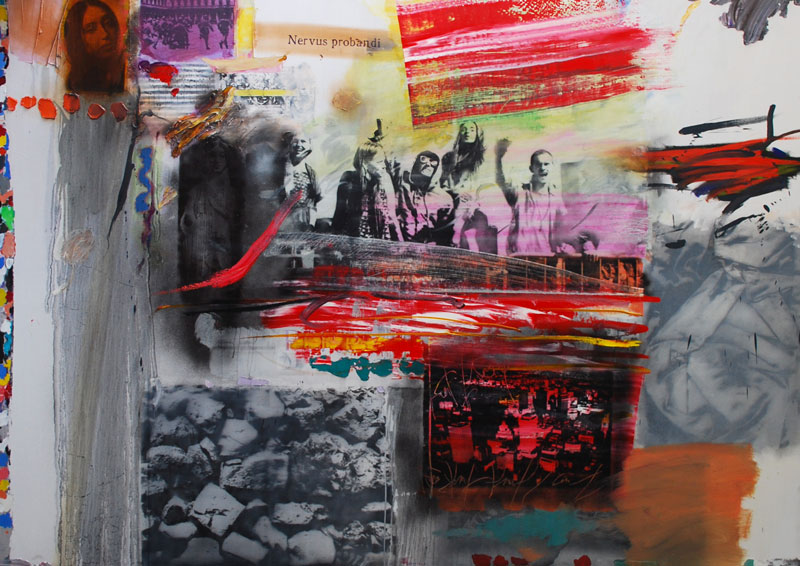
Nervus Probandus, 2009, oil on canvas,
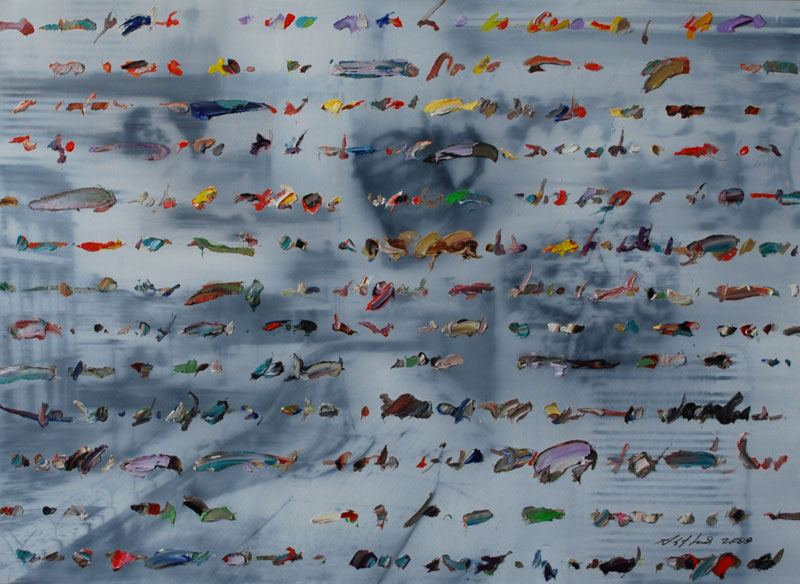
13 Colour Scriptums, 2009, oil on canvas, 80x110cm.
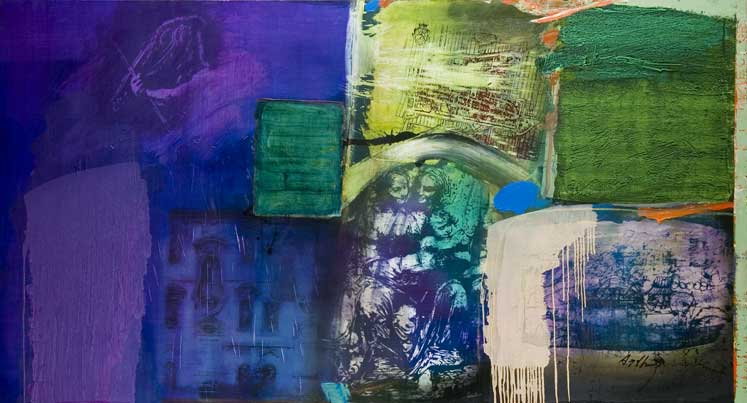
Evening in the Museum, 2005, oil on canvas, 95x175cm. Sold at the de [Koller Auktionen] زوریخ
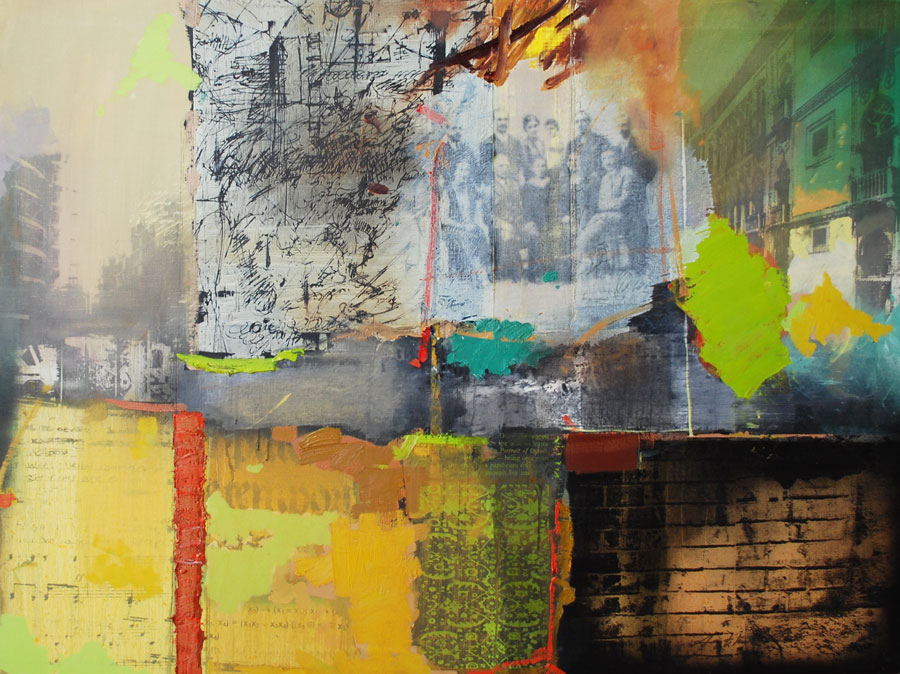
Cronicle, 2008, oil on canvas